# ラボオートメーションにおける標準化
SiLA(Standardization in Lab Automation)コンソーシアムは、ソフトウェアサプライヤー、システムインテグレーター、製薬/バイオテクノロジー企業によって形成された非営利の会員組織である。このラボオートメーションの標準化コンソーシアム(SiLA)はハードウェアとデータ管理システムの迅速な統合を可能にする新しいデバイスおよびデータインターフェイス規格を開発および導入している。メンバー企業の高度なスキルを持つ専門家が、SiLAの技術作業グループに貢献している。メンバーシップは、ライフサイエンスラボオートメーション業界で活躍する機関、企業、個人に開放されている。 SiLAコンソーシアムは、SiLA準拠のインターフェイスを実装するサプライヤおよびシステムインテグレータに、専門的なトレーニング、サポート、および認定サービスを提供する。

## ミッション
SiLAは、オートサンプラーやラボラトリーオートメーションなどのライフサイエンス研究機器の分野でソフトウェアインターフェイスを標準化するためのグローバルなイニシアチブである。製薬業界の柔軟なラボラトリーオートメーションの必要性に端を発したこのイニシアチブは、世界中の主要なデバイスおよびソフトウェアサプライヤーによってサポートされている。

## バックグラウンド
生命のメカニズムを理解するには、大規模な、しばしば反復的な実験が必要である。そのため、ラボラトリーオートメーションはライフサイエンスの進歩に貢献するようになった。業界は、ますます洗練されたタスクを実行するための商用ラボデバイスを提供している。ただし、さまざまなプロバイダーの機器を組み合わせて協調して動作させることは、多くの場合不可能である。キャプチャしたデータをプロプライエタリソフトウェアからエクスポートしてさらに分析することは、フラストレーションを引き起こすもしくは不可能である。この状況はリソースの浪費につながる。互換性の理由から利用可能な機器を交換する必要があり、ソフトウェアドライバーを購入または開発する必要があり、データ変換には時間がかかる。このような技術的な障害は、より高いレベルの自律実験システムの開発を妨げている。 SiLAを使用すると、研究者は機器の接続作業を最小限に抑えることで、科学的な課題に集中できる。これは、実績があり、テストされ、保守されているドキュメントとコードを使用することで実現されている。

## 歴史
USBやUPnPのようにマークされた家庭用電化製品に見られる進歩は、ラボラトリーオートメーション環境に同様のアプローチを適用するというアイデアを引き起こした。あるブランドのラボデバイス（例：シェーカー）を別のブランドのシェーカーに置き換えることすら考えられないのに、どのコンピューターのどのデジタルカメラからでも簡単に写真をアップロードできるのはなぜか? 状況を分析すると、非互換性はインターフェイス定義の欠落の結果であるという結論に至った。 そしてCommon Command Set（CCS）の概念に基づく標準化されたインターフェースのアイデアが生まれた。ただし、SiLA 1.xにはいくつかの制限がある。これは、古いと見なされるXML/Soapに基づいている。 SiLA 1.xの使用を開始するのは、簡単なプロセスではない。これは、新しい標準であるSiLA2を開発するためのSiLAコンソーシアムのスピンオフグループの提案につながった。 SiLA 1.xから学び、そこから多くの概念を取り入れて、SiLA2は可能な限りアクセスしやすいというビジョンを持っていた。主な目標は、新しい機能の開発に絶えず取り組んでいるコミュニティを作成することにある。

### SiLA 2
| 日付   | イベント                          |
| ------ | --------------------------------- |
| 2019年 | 公式のSiLA21.0リリース。          |
| 2018年 | SiLA2のリリース候補。             |
| 2017年 | SiLA 2の成功した概念実証（PoC）。 |
| 2016年 | SiLA2の公式発表。                 |

### SiLA 1.x
| 日付   | イベント                                                    |
| ------ | ----------------------------------------------------------- |
| 2013年 | デバイス制御およびデータインターフェイス仕様のリリース1.3。 |
| 2012年 | デバイス制御およびデータインターフェイス仕様のリリース1.2。 |
| 2010年 | デバイス制御およびデータインターフェイス仕様のリリース1.1。 |
| 2009年 | デバイス制御およびデータインターフェイス仕様1.0のリリース。 |

### 組織
| 日付   | イベント                                                                              |
| ------ | ------------------------------------------------------------------------------------- |
| 2014年 | 分析情報マークアップ言語（AnIML）とのパートナーシップ。                               |
| 2008年 | 非営利の会員組織としてのSiLAコンソーシアムの設立。                                    |
| 2007年 | ハミルトンとノバルティスによる共通コマンドセットコンセプトの成功した概念実証（PoC）。 |

## SiLA 2
SiLA 2は、デバイスとプロセス管理、LIMS、およびエンタープライズシステム間の制御およびデータインターフェイスに対応する。これは、ラボ情報管理システム、電子ラボノートブック、クロマトグラフィーソフトウェア、はかり、ピペッター、その他のさまざまな分析機器などのラボデバイスなどのラボ内のシステムを接続するために構築されている。 SiLA 2は、実証済みの概念を採用し、既存のオープンスタンダードとプロトコルを「無駄のない」方法で適用することによって最初の標準SiLA 1.xを強化し、実験室でのプラグアンドプレイ操作を可能にするように設計されている。

### 技術的背景
SiLA 2は、現代の実験室のすべてのエンティティをサービスと見なす。動作とサービス指向の設計構造に焦点を合わせると、機能定義言語（FDL）につながる。 SiLA 2は、マイクロサービスアーキテクチャに基づいている。 HTTP/2に依存し、SiLAはプロトコルバッファを使用しペイロードデータをシリアル化する。また、SiLA2によって設けられたgRPCによって提供されるワイヤリングフォーマットを用いる。

### 構造
SiLA 2は、CoreレベルとFeatureレベルに分割できる。 SiLA Coreは、SiLA2ワーキンググループによって作成および保守されている。 SiLA Featuresは、何らかの方法で変更および進化する可能性のある特定の拡張機能である。 SiLAの基本構造は、クライアント/サーバー通信モデルで構成されている。 SiLAサーバー（≙Webサーバー）は、そのすべての機能をSiLAクライアント（≙Webクライアント）に公開する。 SiLAサーバーの機能は、SiLA Featuresとしてグループ化されている。

### 特徴
Featureの概念は、対象分野の専門家（SME）、IT専門家、およびエンドユーザーの共通のコミュニケーション基盤として機能する。各機能は、その機能定義、パラメーター、相互作用、データ型、戻り値などに関する情報を含むXMLファイルによって記述されます。 SiLAサーバーで実行できるアクションをモデル化する特定の数のコマンドを公開する。

### クラウド接続
SiLA2はクラウド機能を提供する。その接続を行う場合、SiLAクライアントとSiLAサーバーが役割を切り替え、「リバースチャンネル」が確立される。このようにして、ローカルネットワークに常駐できるSiLA-Serverによって接続が初期化される。クラウド機能は、標準のgRPCおよびHTTP/2接続処理とセキュリティモデルに依存することにより、規制されたセキュリティポリシーと安全性を維持しながら提供される。

## SiLA 1.x
SiLA 1.xは、2009年から2018年まで使用されていた。しかし、SiLA1.xを使い始めるのは簡単なプロセスではない。さらに、SiLA 1.xは、時代遅れと見なされているXML / Soapに基づいている。現在はSiLA2に置き換えられている。

### SiLA1.x-デバイスインターフェイス規格

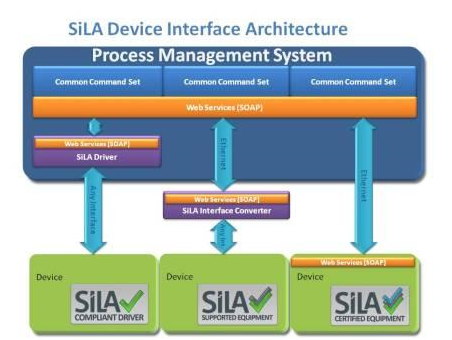
SiLA1.x-3つのサポートされている統合レベル

SiLAデバイスインターフェイス規格は、物理層からアプリケーション層までのデバイス制御インターフェイスのすべてのISO / OSIレベルをカバーしている。インターフェイス規格は、デバイスとのWebサービス/SOAP通信に基づいている。コマンドは通常、コマンド処理の完了後またはエラー後に即時応答と遅延イベントを使用して非同期で実行される。エラー回復手順もサポートされており、デバイスの一般的な動作はステートマシンによって管理される。ステートマシンは、コマンドの並列処理やコマンドキューイングなどの複雑な動作も可能にする。 SiLAは、3つの異なる統合レベルをサポートすることにより、ラボオートメーションデバイスとプロセス管理システムの間に独自の標準化されたインターフェイスを提供し、レガシーデバイスもSiLA準拠システムに統合できるようにする。 SiLAコンプライアンスは、ネイティブの直接埋め込まれたSiLAデバイスインターフェイスを提供するか、ソフトウェアのみのSiLAドライバーおよび/またはインターフェイスコンバーターによって実現できる。 SiLAデバイス制御およびデータインターフェイス規格は、共通のコマンドセットを提供する汎用デバイスクラスインターフェイスを通じて、システムの統合と適応を容易に、また促進する。

### SiLA1.x-共通コマンド辞書
同じ機能のデバイスをグループ化することにより、デバイスクラスを作成できる。 SiLA共通コマンドセットは、これらのデバイスクラスのコマンドを定義する。 SiLAは、コマンド名、パラメーターの数とその名前、および戻りデータを定義する。コマンドとパラメーターはコマンドWebサービスのWSDLドキュメントタグに記述されているため、プロセス管理ソフトウェア（PMS）は、各デバイスで使用可能なコマンドのリストを自動的に生成できる。 SiLAは、約30のデバイスクラスと約100のコマンドを含むコマンドライブラリを定義している。コマンドは、ステートマシンで遷移を行うために必要な必須コマンドから、特定のデバイスクラスに必要なコマンドまで、デバイスクラス内のすべてのデバイスが機能を提供するとは限らないオプションのコマンドにまで及ぶ。さらに、サプライヤ固有のデバイスコマンドとパラメータの実装に関するガイドラインが提供されている。一部のコマンドは、ほぼすべてのデバイスクラスに適用できる。たとえば、コマンドSetParameter、GetParameter、ExecuteMethodが広く使用されている。また、PrepareForOutputとPrepareForInputは、トランスポートメカニズムがラボウェアアイテムをデバイス間で転送できるようにするため、一般的である。必須コマンドには、リセット、初期化、中止、一時停止などの操作が含まれる。さらに、専用のデバイスをロックすることもできる。

## メンバーシップ
SiLAは非営利の会員組織を結成している。 SiLAは、会員に年会費の支払いを義務付けている。メンバーシップクラスと関連料金の詳細については、こちらで参照可能。

## 組織の構造

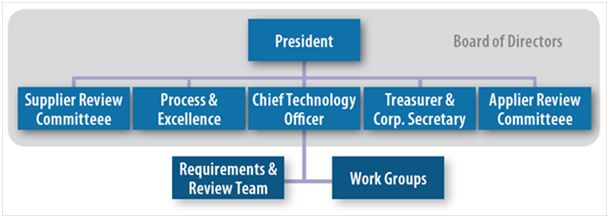
SiLA取締役会

SiLAは、グローバルなフットプリントを持つ非営利の会員企業である。メンバーシップは、ライフサイエンスラボオートメーション業界で活躍する機関、企業、個人に開放されている。 SiLAコンソーシアムは、SiLA準拠のインターフェイスを実装するサプライヤおよびシステムインテグレータに、専門的なトレーニング、サポート、および認定サービスを提供する。

## ソース
- SiLAホームページ
- SiLA 2 GitLab
- SiLAのLabautopedia